# Jacob Forever

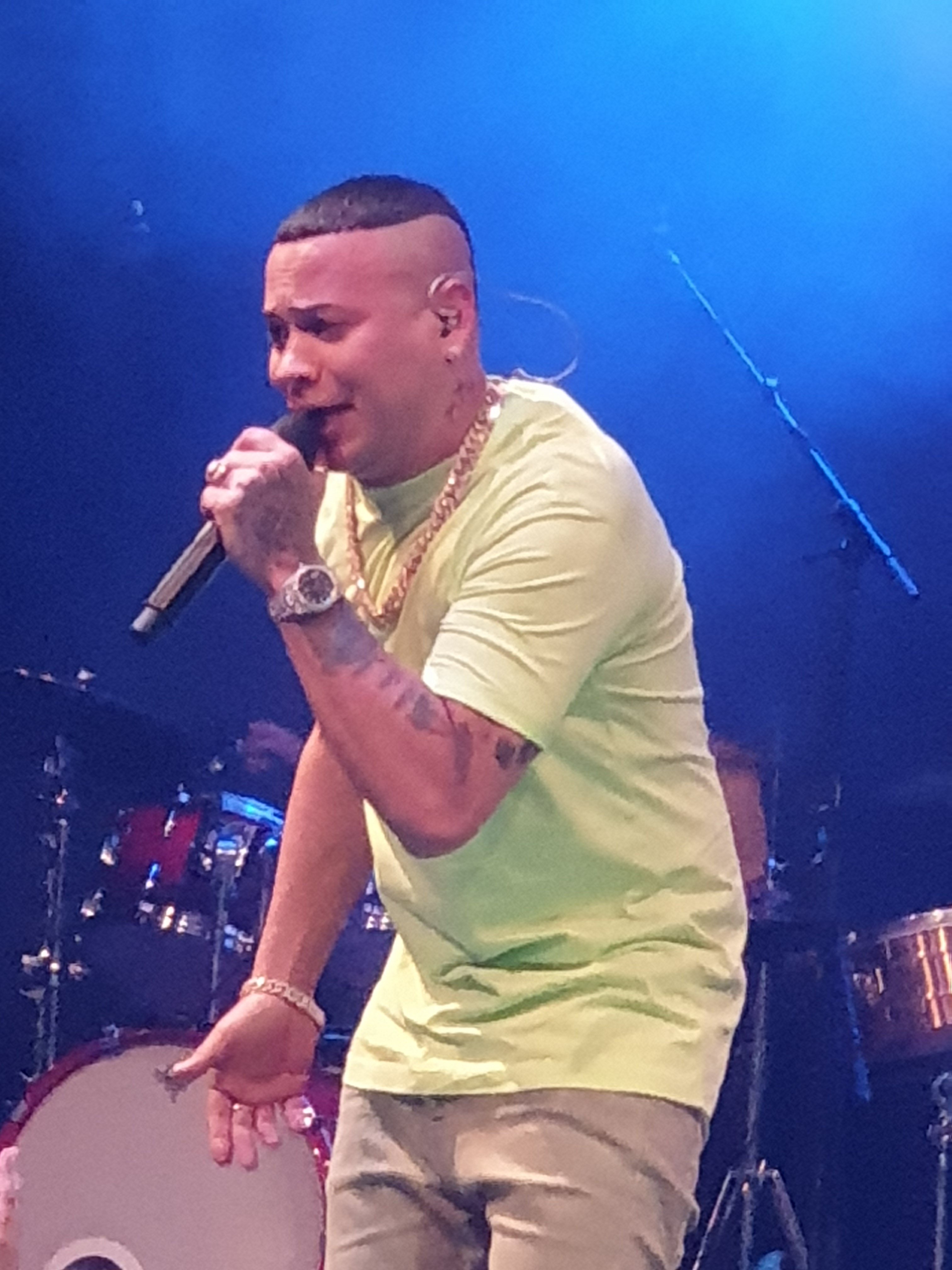
Jacob Forever beim Konzert in Berlin, 2019

Jacob Forever, bürgerlich Yosdany Jacob Carmenates (* 21. Dezember 1981 in Camagüey), ist ein kubanischer Liedermacher, Sänger und Komponist. Sein Stil ist geprägt durch eine große Varietät aus Fusion des Reggaeton mit dem Rap, Urban Music, Salsa und Bachata.

## Leben und Wirken
1991 im zentralkubanischen Camagüey geboren, erregte er mit 17 Jahren erstmals Aufmerksamkeit wegen seiner als Skater bei der Musikgruppe Salsa Mulata gezeigten Geschicklichkeit. Mit 20 gründete er die Gruppe Made in Cuba, wo er als Manager, Sänger und Komponist fungierte. 2004 schloss er sich der Gruppe Gente de Zona an. In den zehn Jahren seiner Mitgliedschaft wirkte er als Sänger und Komponist zahlreicher bekannter Alben wie Lo Mejor Que Suena Ahora oder die Singles Le Gusta Los Artistas und El Animal, welche in Kuba, Miami und Europa zu Hits wurden. Zwischen 2013 und 2015 arbeitete er dem 2020 unerwartet verstorbenen Reguetonero El Dany zusammen.
Im Jahr 2015 begann Jakob Forever mit dem Album El Inmortal (der Unsterbliche) seine Solokarriere. Das darin enthaltene Lied Hasta que se seque el Malecón (Bis dass der Malecón austrocknet) wurde zu einem Gassenhauer. „Bis dass der Malecón austrockne“ ist ein ur-kubanisches, festen Optimismus anzeigendes Thema, etwas zu tun, bis der Malecón in Havanna austrocknet, was bedeutet, etwas bis in die Ewigkeit zu tun, da das Austrocknen des Malecóns, der Uferstraße Havannas zum Meer, kein realistisches Szenario ist.

## Diskografie

### Jacob Forever

#### Alben
- 2016: El Immortal
- 2017: Invicto
- La Mafia Musical

#### Singles
- 2015: Nadie más (mit Divan, US: Gold (Latin))
- 2015: La dura (US: Platin (Latin))[2]
- 2016: Hasta Que Se Seque El Malecón (US: ×3Dreifachplatin (Latin) )
- 2016: Sueltame la mia (US: Gold (Latin))
- Yo Daría
- Confiesa
- Delito Amarte
- El Vestido
- La dueña de to’ esto
- Que viva el amor
- La Ley (US: Platin (Latin))
- Pa’ La Calle Salió
- Rica y Pegá (Remix) feat. Leoni Torres
- Tamoarriba
- No te haga el tanke
- Otro trago
- 2017: Si te busco (mit Lary Over & El Micha, US: Gold (Latin))
- 2017: Quiereme (feat. Farruko, US: ×2Doppelplatin (Latin) )
- 2018: Que nochesita (Lenier feat. El Micha & Jacob Forever, US: Gold (Latin))
- 2018: El beso (feat. Lenier, US: Gold (Latin))
- 2019: Infiel (mit Divan, US: Gold (Latin))
- 2021: A mi manera (mit Dale Pututi & Gente de Zona feat. Los 4, El Chacal, El Micha, Baby Lores, El Chulo & Eddy K, US: Gold (Latin))

### Jacob & El Dany

#### Singles
- Quiere más

### Gente de Zona

#### Alben
- Lo Mejor Que Suena Ahora
- Lo Mejor Que Suena Ahora Vol. 2

#### Singles
- Oro – Lo Nuevo y Lo Mejor
- A Full

### Made in Cuba

#### Singles
- Fotingoti

## Auszeichnungen
- Nominierung für den Latin Grammy, Best Urban Fusion/Performance für Hasta que se seque el Malecón (2017)